# Schloss Harmannsdorf
Das Schloss Harmannsdorf ist ein denkmalgeschütztes Schloss im niederösterreichischen Dorf Harmannsdorf. Der vierkantige, zweigeschoßige Bau umgibt einen quadratischen Hof und ist von einem tiefen ehemaligen Wassergraben umschlossen. Er wurde 1612 unter Einbeziehung des mittelalterlichen Bergfrieds und anderer Teile zu einem Wasserschloss umgestaltet. Im Zuge der Barockisierung um 1760 entstand ein französischer Garten mit einer bemerkenswerten Freitreppe nach Osten. Der Park ist von einer Rokokomauer mit Rondellen eingesäumt. Nördlich liegt der im Zuge des Schlossbaus angelegte Meierhof.

## Geschichte

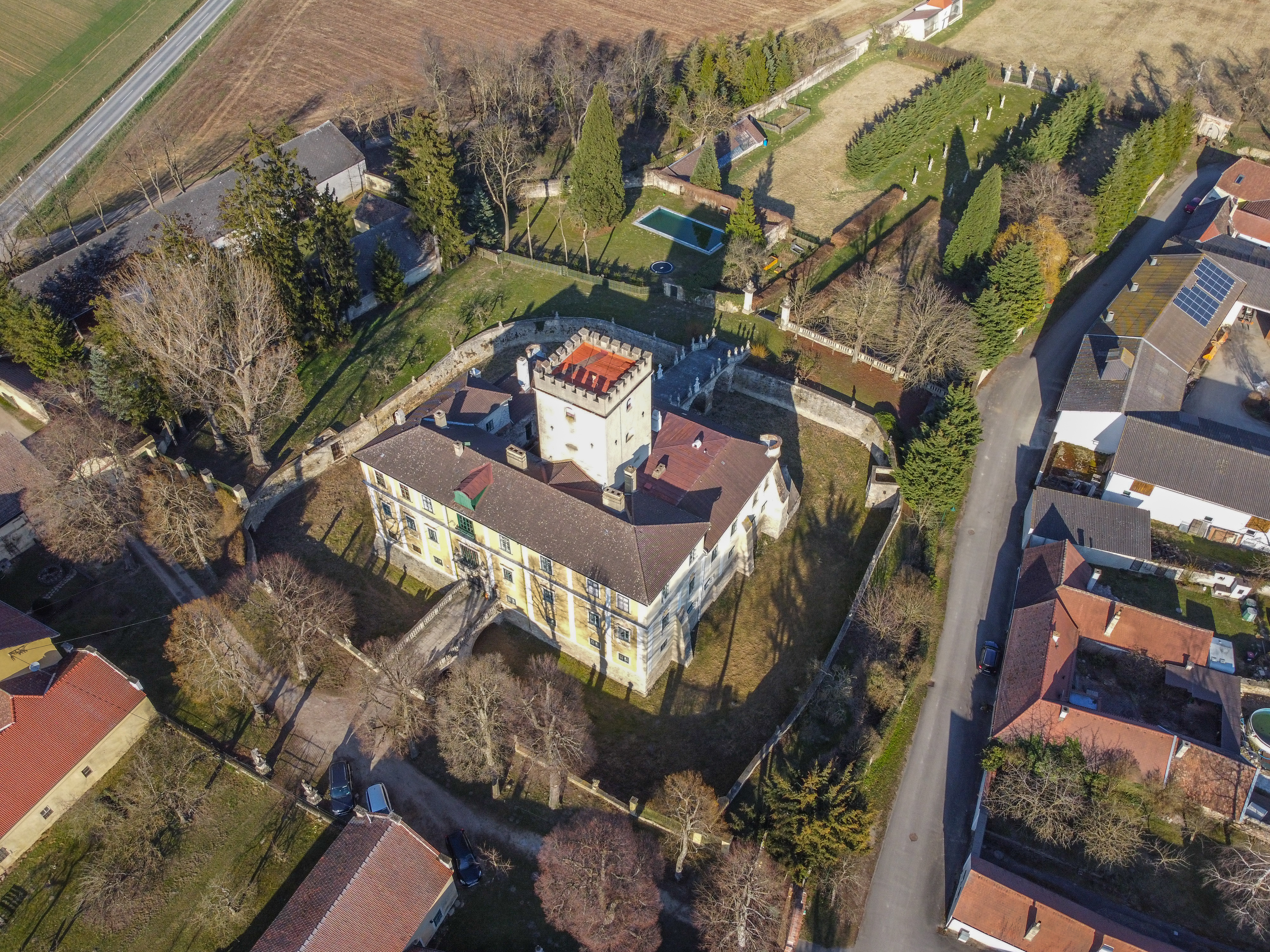
Das Schloss aus der Luft

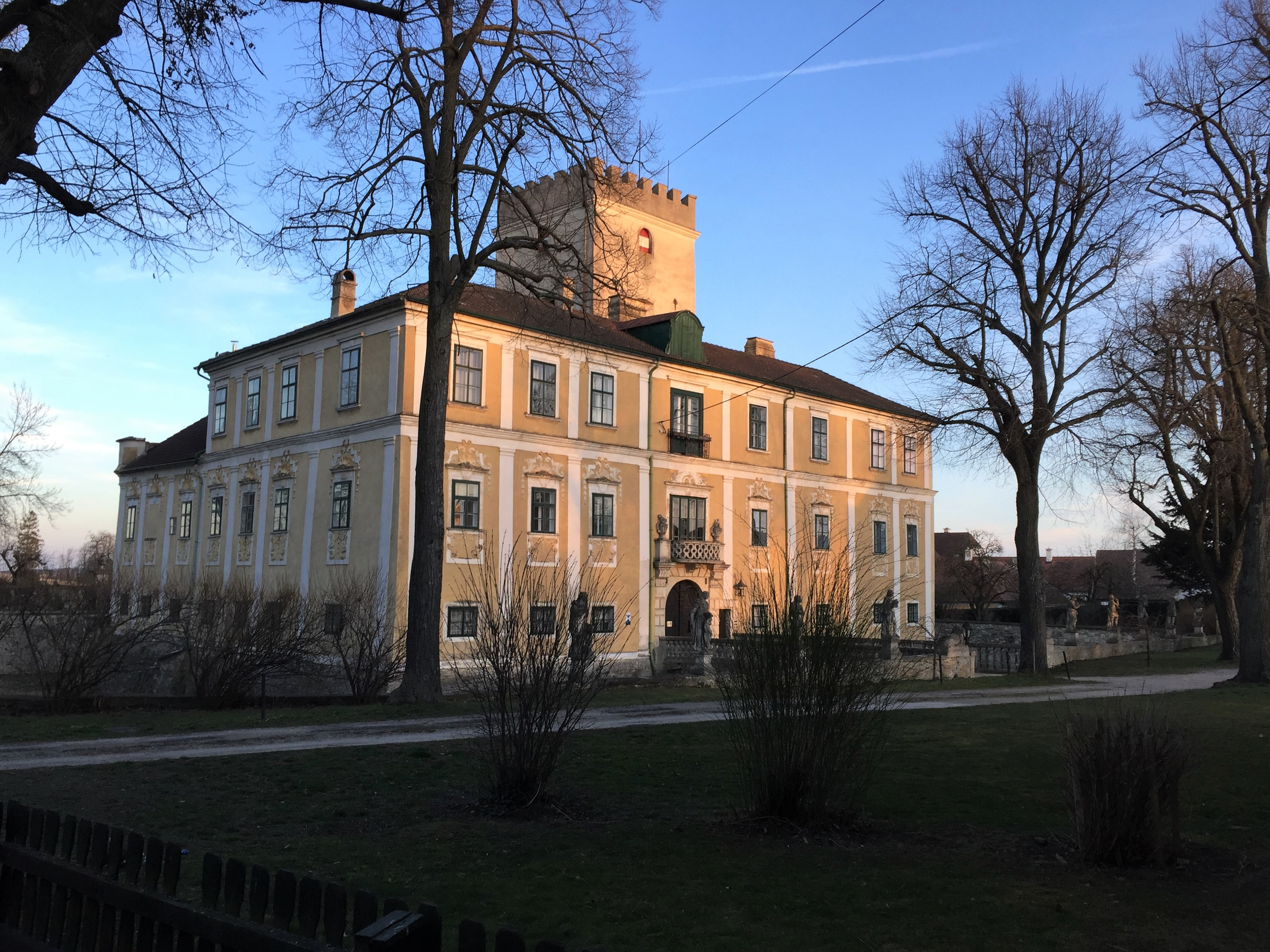
Fassade Nordwestseite

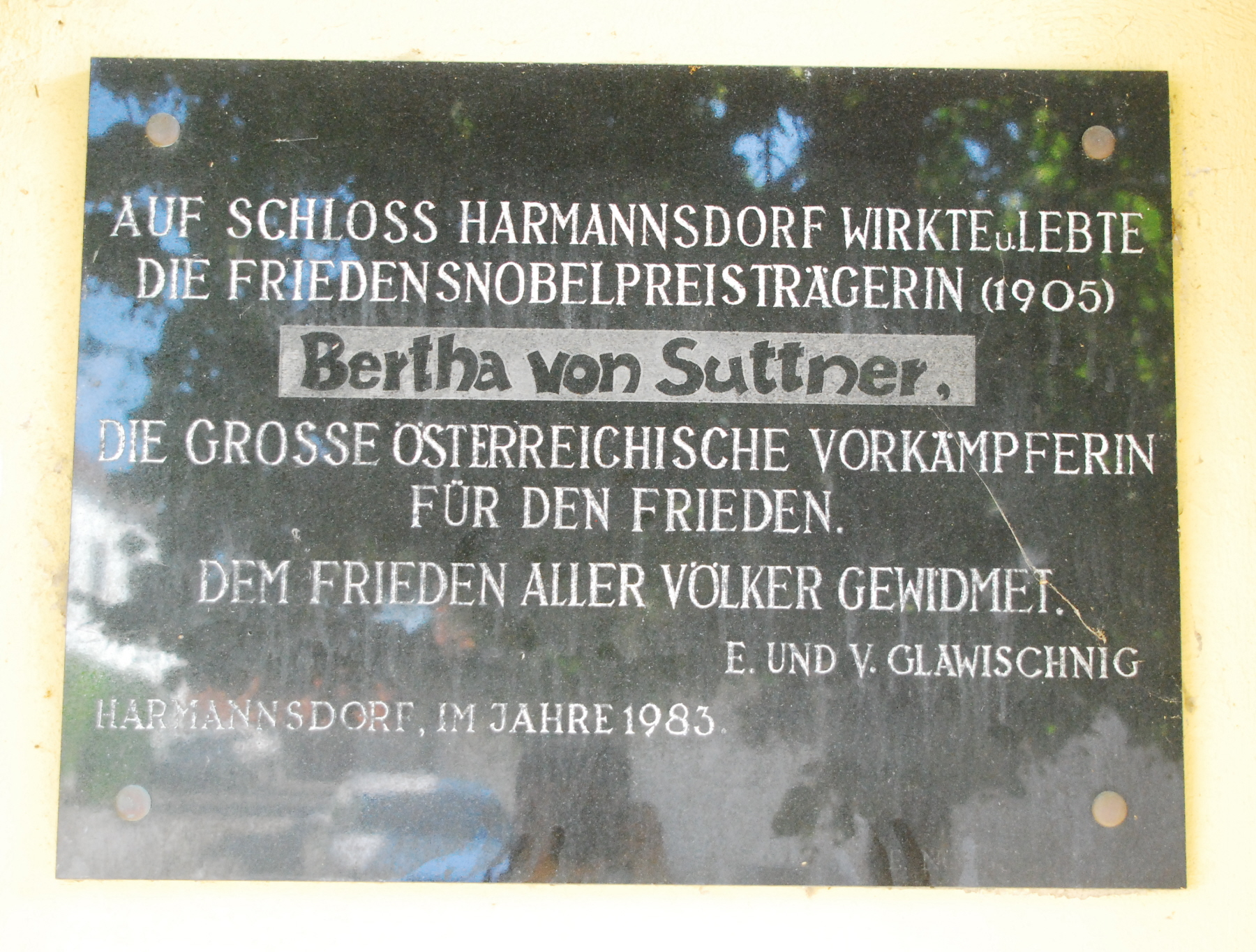
Gedenktafel für Bertha von Suttner

Um 1280 wurde urkundlich eine kleine Wehranlage in Verbindung mit einem Ritter von Hadmarstorff erwähnt. Zwischen 1415 und 1499 saßen die Dachpeck auf Harmannsdorf, danach deren Erben, die Grabner zu Rosenburg, hernach folgten rasche Besitzwechsel. 1499 wurde der Ansitz als „Höllturm“ bezeichnet, an ihm war der Grenzknotenpunkt der drei Landgerichte von Eggenburg, Gars und Horn. Als Besitzer zu nennen sind im 16. Jahrhundert auch die Perndorfer. Nach einer Blütezeit unter den Herren von Moser (1742–1825) ging das Anwesen an die Barone von Suttner über. Die Friedensnobelpreisträgerin Bertha von Suttner hatte hier von 1885 bis 1902 ihren Wohnsitz. Nach mehrfachem Wechsel der Besitzer (Baronin von Pach, Hans Pym, Marcell Herczeg und die Grafen Abensberg-Traun) wurde Schloss Harmannsdorf 1976 von der Familie Glawischnig erworben. Das Haupthaus wird seither als Wohngebäude genutzt, auch in den Wirtschaftsgebäuden sind wieder Wohneinheiten untergebracht. Das Hauptgebäude wurde 1985 und 1991 restauriert.

## Äußeres

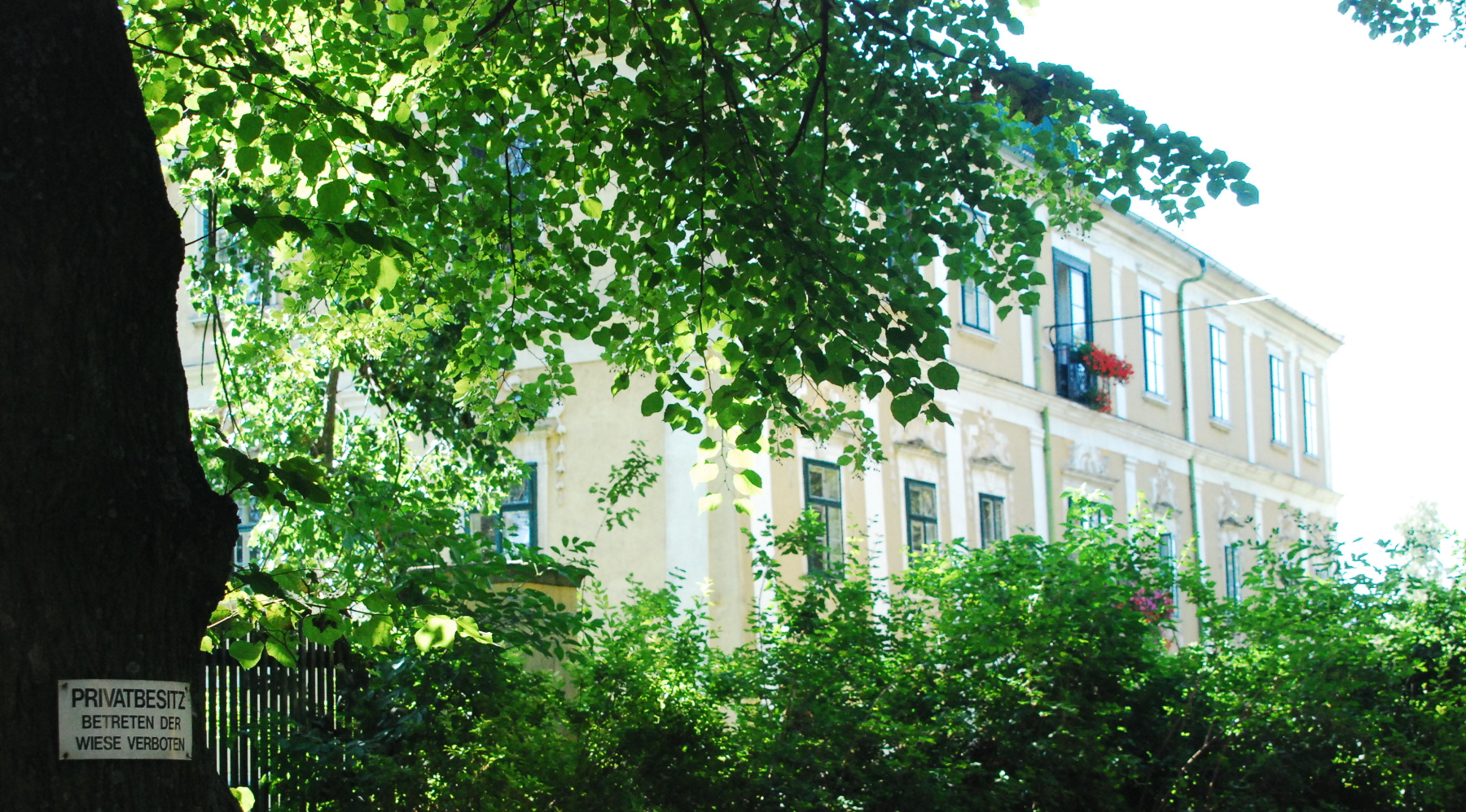
Fassade

### Fassade

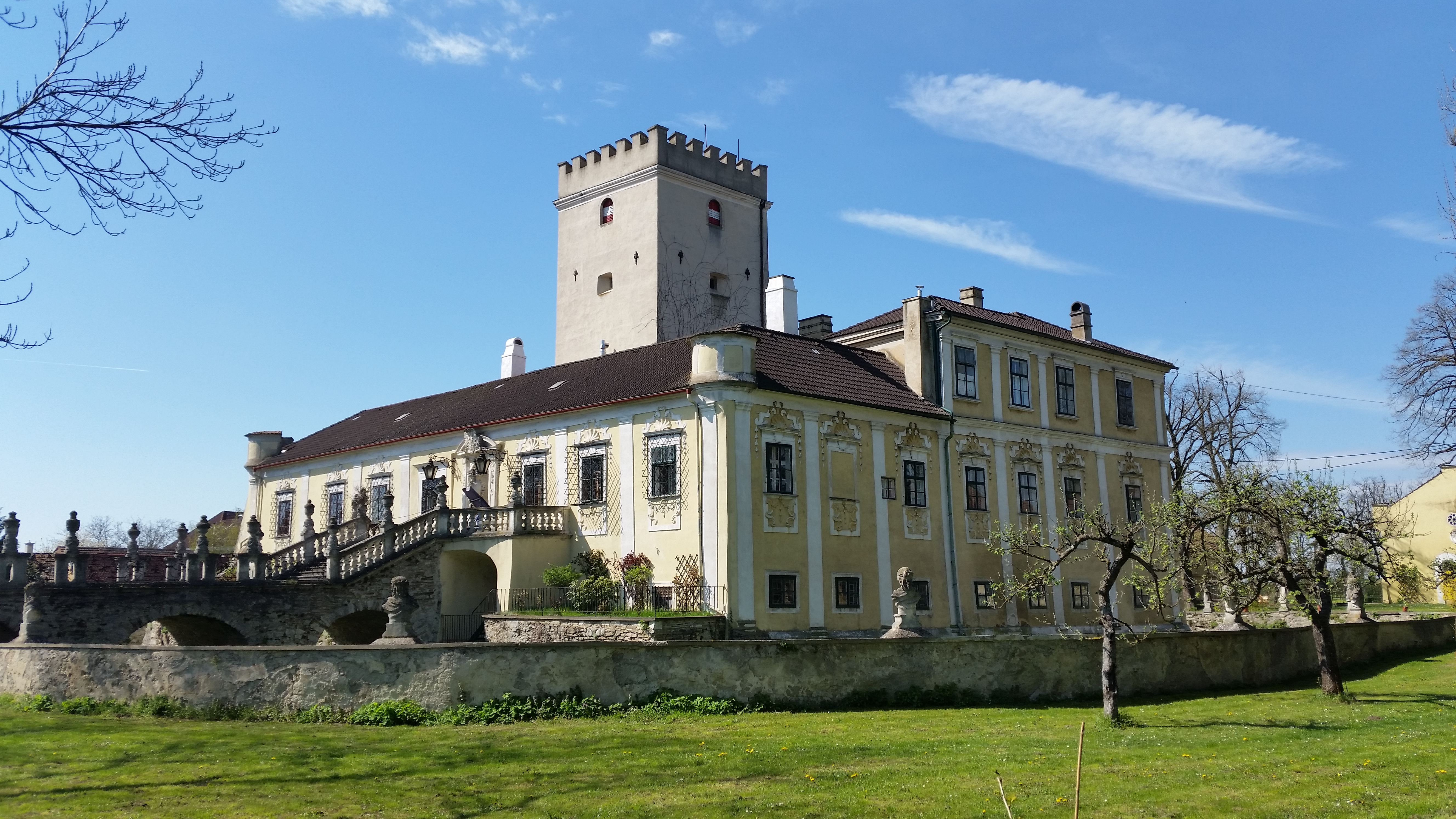
Fassade Nordseite

Die schlichten Fronten mit Riesenpilastergliederung und gekehlten Sohlbänken in den Fenstern des Obergeschoßes wurden Anfang des 17. Jahrhunderts gestaltet und um 1750 durch Putzdekor mit Gehängen und Volutenbändern über dem Sturz und in den Parapeten, mit bekrönenden Muscheln, ergänzt. An der Westseite ist die Anlage durch ein rundbogiges Einfahrtsportal zugänglich, dessen breitere Mittelachse mit einer seitlichen Gehtür in gequaderter Rahmung vom Anfang des 17. Jahrhunderts ausgestattet ist. In den Zwickeln des Portals befinden sich die Rollen einer ehemaligen Zugbrücke. Über den Schlossgraben führt zum Portal eine tonnenunterwölbte Brücke mit Steinbalustraden und flankierenden liegenden Löwenfiguren aus dem dritten Viertel des 18. Jahrhunderts. Auf den Steinvoluten seitlich des Portals ruht ein segmentbogig vorkragender Balkon mit durchbrochenem Steingitter. Über den seitlichen Postamenten stehen auf Vasen Puttenfiguren. Die Ostfassade ist als szenariumartige Schauseite gestaltet. Die Mittelachse des Obergeschoßes hat eine pilastergerahmte Muschelnische, darin eine große, mit Girlanden umwundene Vase und darüber einen segmentbogigen, profilierten Giebel mit einem Reliefwappen der Herren von Moser aus der Zeit um 1760.

### Außenanlage
Vom terrassenartig angelegten Park führt in drei Absätzen eine monumentale Schautreppe über den Graben und erweitert sich zu einer vorgestellten Altane mit steinerner Balustrade. Die Treppe selbst verfügt über schmiedeeiserne Gitter zwischen Postamenten, auf denen reich dekorierte, paarweise wechselnde, verzierte Vasen stehen. Gebänderte Pfeiler mit Vasenaufsätzen und flankierender Balustrade säumen den Treppenlauf. Die Treppenachse aufnehmend zieht sich nach Osten hin eine durchgehende Parkachse mit einer von Rokokovasen gesäumten Allee mit prismatischen, mit Voluten anlaufenden Postamenten. Die zum Teil geflammten, mächtigen Vasen entlang der Parkallee sind mit Gehängen, Früchten und Rocaillen dekoriert. Die Allee führt zu einem dreiteiligen Gartenportal mit gebänderten, pilastergegliederten Pfeilern mit Maskenvasen und reichen Schmiedeeisengittern aus der Zeit um 1730. Dieses Tor führt in das große, ehemals von gestutzten Hecken gesäumte Gartenparterre, das Turnierhof genannt wurde. In den Hecken standen 12 überlebensgroße Statuen aus Zogelsdorfer Sandstein und die Durchgänge flankierten auf hohen geschwungenen Sockeln stehende Feldherrnbüsten. In der Mitte des Parterres befand sich ein Springbrunnen, der mit einem wasserspeienden Fisch und einem Putto geziert war. Der Brunnen wurde schon 1945 von den Russen zerstört, als diese das Parterre in einen Fußballplatz umfunktionierten. Statuen und Büsten waren hervorragende Steinmetzarbeiten. Daniel Freiherr von Moser schuf diesen Garten von etwa 1740 bis 1760. Er war auch Besitzer des Gutes Zogelsdorf und der dazugehörigen Sandsteinbrüche. (Schloss und Gut Zogelsdorf gehörten bis 1936 zur Herrschaft Harmannsdorf.) Der französische Garten von Harmannsdorf zählte zu den bedeutendsten spätbarocken Gartenanlagen Österreichs. 1964 wurden Statuen und Büsten verkauft, sie befinden sich jetzt im Schloss Neuaigen. Die Hecken wurden später gerodet, das Areal des Parterres ist jetzt nur noch eine große Wiese und es befinden sich keine Statuen und Büsten mehr im Park. In der Ostmauer des früher von Parterres gegliederten Parks ist die Anlage durch Gartenportale zugänglich.
Die Ortsausfahrt der alten B4 (beim Lagerhaussilo) flankierten Statuen des hl. Florian und des hl. Donatus aus der Zeit um 1725, die 1964 nach Maissau verbracht wurden.
Die Grabenmauer ist mit 1764 bezeichnet. Sie hat an der Westseite geschwungene Postamente und lebensgroße Steinfiguren mit allegorischen Darstellungen der Monate, mythologischen Figuren und Büsten im Norden und Süden aus der Zeit um 1760. Aus derselben Zeit stammen die gegenüber dem Schlossportal stehenden Sandsteinplastiken der Heiligen Joseph und Johannes Nepomuk auf geschwungenen Sockeln. Die Umfassungsmauer ist von Einfahrtsportalen durchbrochen. Das südliche Portal in rustizierter Rahmung zwischen gestuften Pilastern und geschwungenem Giebel wurde im 18. Jahrhundert errichtet und trägt ein Doppeladler-Reliefwappen aus der ersten Hälfte des 17. Jahrhunderts. Das nördliche, zum Meierhof führende Portal ist rundbogig, gequadert und hat einen geschwungenen Giebel mit einem Doppeladler-Relief im Keilstein aus der Zeit um 1627. An der äußeren Parkmauer erheben sich Eckrondelle aus der Zeit um 1760, mit Mansardkegeldächern und Korbbogenfenstern. Die Portale an der Ost- und Nordseite haben gequaderte Pfeiler, Puttenaufsätze und Schmiedeeisengitter.

### Hof
Der Innenhof hat an der Westseite abgemauerte Arkadenbögen mit einem kreuzgratgewölbten Gang im Obergeschoß. Im Norden und im Osten befindet sich ein Balkon mit Konsolen und Sandsteinplatte. Die Fenster verfügen zum Teil über profilierte Verdachungen und Muscheldekor. Der Hof ist im Untergeschoß durch Steingewändetüren vom Anfang des 17. Jahrhunderts zugänglich. In die Nordostecke ist ein viertelrunder Renaissancebrunnen mit Steinfassung eingebaut. Auf einem geschwungenen Sockel erhebt sich im Inneren des Hofes eine Imperatorenbüste aus der ersten Hälfte des 18. Jahrhunderts.

### Bergfried
Im 13. Jahrhundert war der heute in den Bau integrierte, mächtige romanische Bergfried mit quadratischem Grundriss als „Höllturm“ bekannt. Von der Kapelle weg führt in der Turmmauer eine heute teilweise eingestürzte Treppe empor. Der Zugang zu dieser wurde abgemauert. Sein markantes Plateau mit Rechteckzinnen wurde 1866 aufgesetzt. Der Turm hat rechteckige Schartenfenster bzw. in der oberen Zone barocke, rundbogige Schallfenster für eine Glocke von Heinrich Kohl aus dem Jahr 1869. Für den Einbau eines Treppenhauses wurde 1910 die Nordseite aufgebrochen. Das jüngere Turmportal wurde vom Schüttkasten hierher versetzt. Es ist von Hermen gerahmt und hat darüber auf einer mehrfach geschwungenen Übergiebelung liegende Figuren. Östlich davon befindet sich das ältere und rundbogige romanische Turmportal.

## Inneres
Die Innenräume sind meist kreuzgratgewölbt. In der Mauer des Obergeschoßes sind Teile einer gotischen Treppe mit einer vermutlich im 17. Jahrhundert ergänzten Steinbalustrade erhalten. Die Kellerräume stammen aus der Zeit um 1600 und sind tonnengewölbt. An der Südseite sind an den Turm anschließend mittelalterliche Bauteile und eine ehemalige Einfahrt erhalten. Die westliche Einfahrt und zum Teil die Räume im Erdgeschoß haben Tonnen- und Kreuzgratgewölbe. Räume mit Deckenstuck sowie Ranken- und Bandlwerk und profilierten Gesimsen sind vor allem im Obergeschoß zu finden. In den Westtrakt wurde im 17. Jahrhundert eine Wendeltreppe eingebaut.

## Schlosskapelle
Die Schlosskapelle befindet sich im Obergeschoß des Bergfrieds. Es handelt sich dabei um einen kreuzgratgewölbten Raum mit einer Apsisnische an der Ostseite. Das Portal der Kapelle hat übereck gestellte Pilaster, einen gebrochenen Rundbogengiebel mit einem Reliefwappen derer von Moser zwischen Putten und ein barockes Türblatt aus der Zeit um 1745. Das Fenster des Oratoriums im Süden hat im Gewölbe reichen, zum Teil vergoldeten Bandlwerkstuck aus der Mitte des 18. Jahrhunderts mit Darstellungen der Dreifaltigkeit und einen Vorhang raffenden Putten. Von einem um 1720 erbauten Altar sind nur noch Reste erhalten. Die Apsisnische schmücken stark restaurierte Wandmalereien aus dem 18. Jahrhundert. Sie werden Schülern Paul Trogers zugeschrieben. (Troger schuf in dieser Zeit seine berühmten Kuppelfresken im Stift Altenburg.)

## Schüttkasten

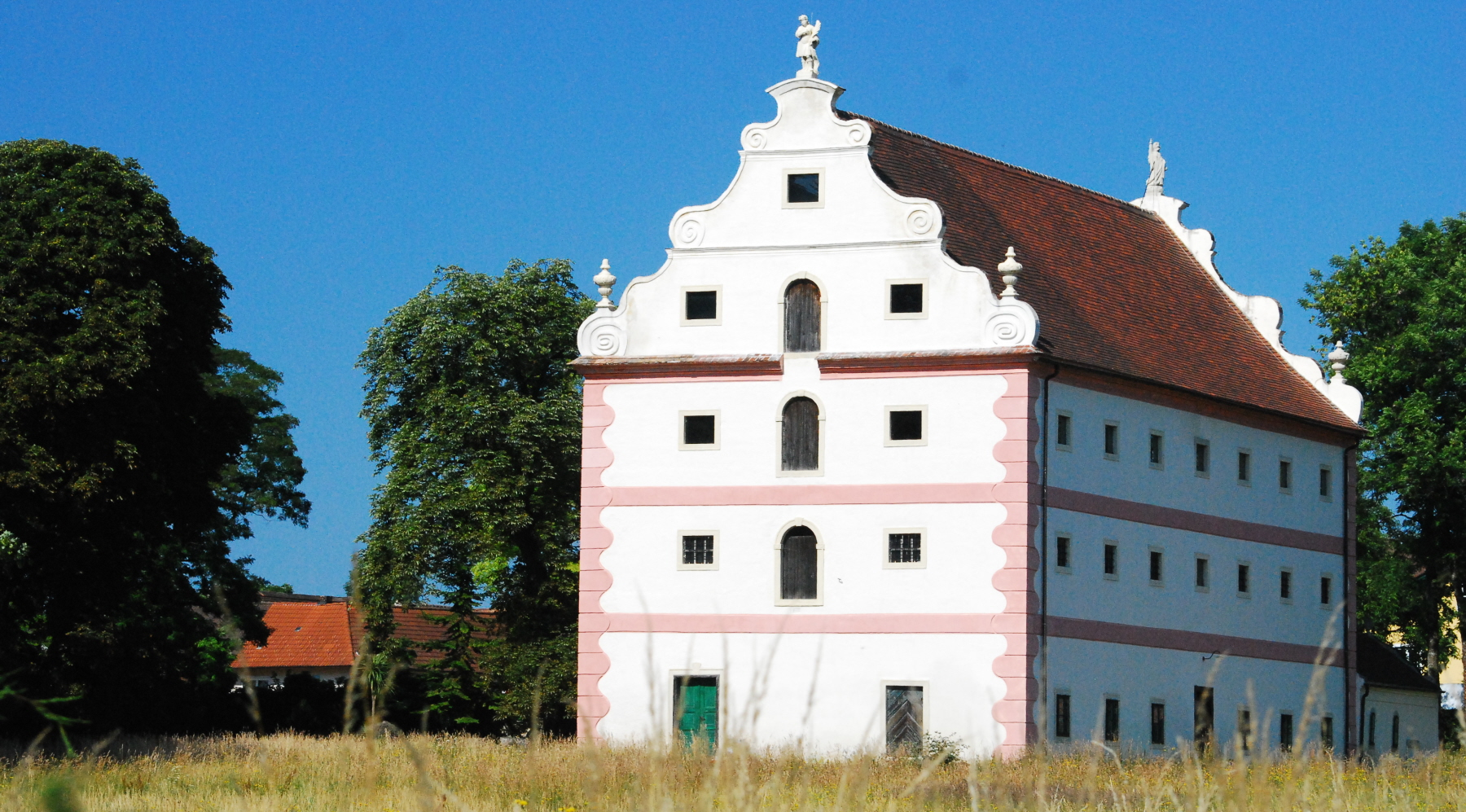
Schüttkasten

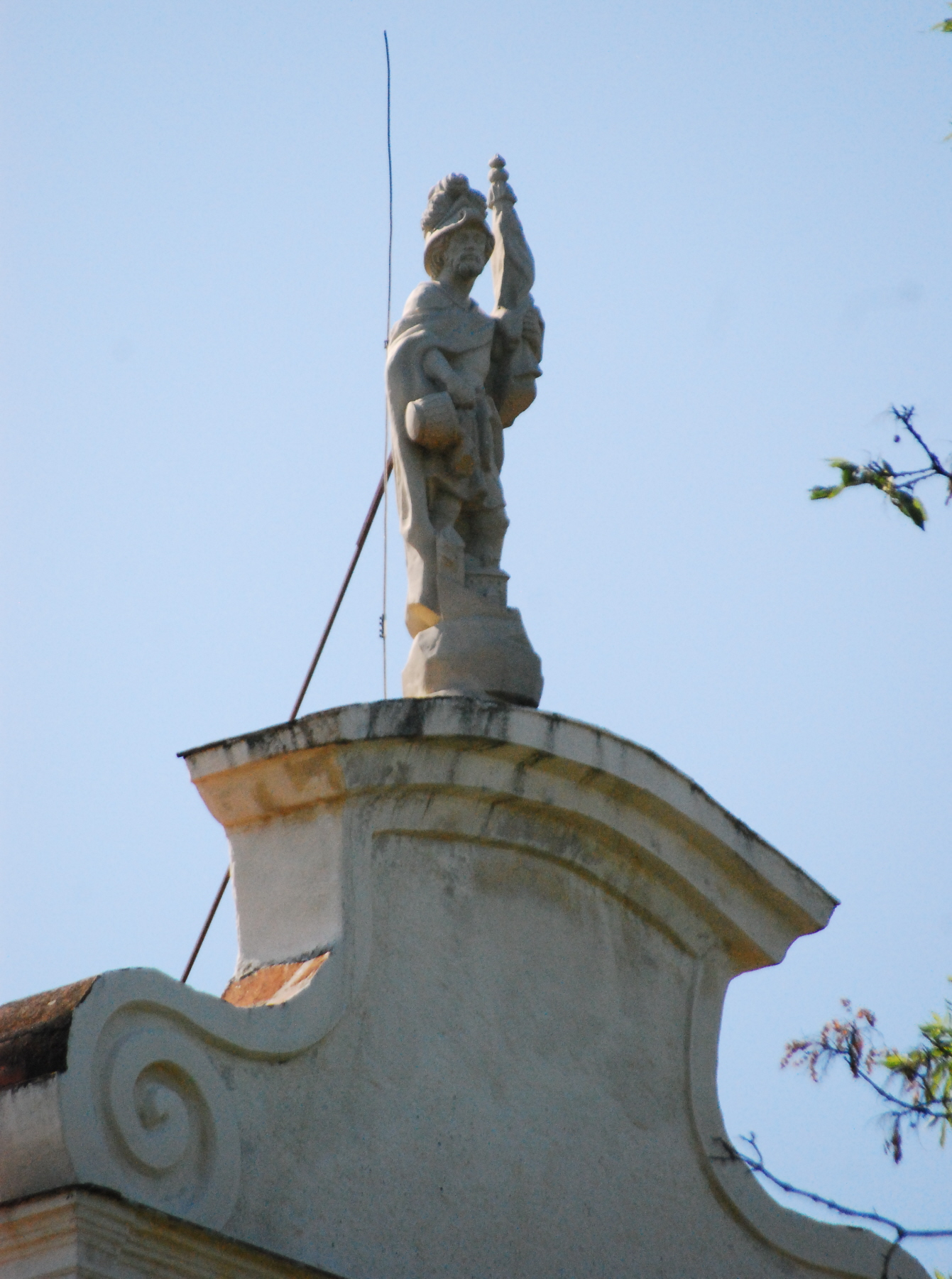
Florianifigur am Schüttkasten

Im Südosten des Parks erhebt sich ein ehemaliger Schüttkasten aus dem 17. Jahrhundert (Außenrenovierung 2008–2009). Der dreigeschoßige Bau mit Eckquaderung, Rechteckfenstern und rundbogigen Auszugsfenstern an den Giebelseiten wird von einem dreigeschoßigen, hohen Volutengiebel mit Figuren des heiligen Donatus und des heiligen Florian bekrönt (Nachbildung von 2009 des in den 1950er Jahren vom Blitz zerstörten Originals). Die niedrigen, giebelständigen Anbauten mit Vasenaufsätzen und Korbbogenportal wurden Mitte des 18. Jahrhunderts ergänzt. Der barocke Gartensaal wurde um 1800 zu einem Schlosstheater umgestaltet. Der Innenraum verfügt über Seccomalereien mit illusionistischen Landschaftsdarstellungen aus dieser Zeit. Das Thema der Malereien ist „der Sieg der Natur über die Kunst“; vermutlich unterliegen sie freimaurerischen Einflüssen. Hierfür wurde vorher der barocke Stuck abgenommen. Vor der Restaurierung der Malereien, 2006–2007, war an einer abgebröckelten Stelle der Decke Umrisse der Stuckatur zu sehen. Ein ehemaliges Glas- und Palmenhaus an der Nordseite des ehem. großen Gartenparterres stammt aus dem dritten Drittel des 18. Jahrhunderts.

## Wirtschaftsgebäude
Nördlich des Schlosses liegt ein vierflügeliger, eingeschoßiger, in der ersten Hälfte des 19. Jahrhunderts umgestalteter Meierhof, der um 1612 erbaut wurde. Daneben befindet sich ein zweigeschoßiges Forst- und Verwaltungshaus mit späthistoristischen Fassadenelementen und einem hofseitigen Aufgang mit Balkon. Die westlich des Schlosses gelegenen Stallungen aus der Mitte des 19. Jahrhunderts bestehen aus langen, giebelständigen Trakten mit Pferde- und Rinderbüsten in Medaillons über giebelseitigen, gekuppelten Rundbogenfenstern.